# Renea
Renea ist eine Gattung auf dem Land lebender Schnecken aus der Ordnung der Architaenioglossa („Alt-Bandzüngler“).

## Merkmale
Die rechtsgewundenen Gehäuse der Vertreter der Gattung Renea sind 1,8 bis 6,3 mm hoch und 0,6 bis 2,0 mm breit. Sie sind zylindrisch und besitzen bis zu sieben Windungen. Der letzte Umgang steigt etwas an. Die Gehäuse sind dicht berippt, zwischen den Rippen sind sehr schwache spiralige Rillen zu erkennen, die nur bei zwei Arten etwas deutlicher sind. Bei allen Arten ist keine Nahtkante ausgebildet. Einige Arten haben eine stark modifizierte Windung, die bis zur Ausbildung eines „Atemloches“ hinter der Mündung und neben der Sutur führen kann (bei Renea singularis). Ein Nackenwulst ist nicht oder nur schwach ausgebildet.
Der weißlich durchscheinende Körper ist im Verhältnis zum Gehäuse vergleichsweise klein und schlank. Der Kopf ist durch eine schräg zum Sohlenrand verlaufende Furche vom Nacken abgesetzt. Die Sohle ist durch eine schwächere und eine stärker ausgebildete Längsfurche vom körper abgesetzt. Am Kopf ist die Schnauze weit vorstreckbar. Die fadenförmigen Fühler sind lang und können komplett zurückgezogen werden. Der Deckel auf dem hinteren Teil des Fußes ist recht groß und weist 2½ bis 2¾ Umgänge auf.
Die Tiere sind getrenntgeschlechtlich. Die vergleichsweise wenigen Eier, die von den Weibchen abgelegt werden, sind im Verhältnis zur Körpergröße sehr groß.

### Ähnliche Gattungen
Die Gattung Renea unterscheidet sich von den anderen Gattungen der Mulmnadeln (Aciculidae) wie folgt: die Arten der Gattung Platyla sind glatt, ohne Skulptur. Die Gattung Acicula hat nur Radialrillen, die Arten der Gattung Menkia neben Radialrillen auch Spiralrillen. Beide Gattungen haben aber keine Radialrippen.

## Geographische Verbreitung
Das Verbreitungsgebiet der Renea-Arten reicht von den französischen und italienischen Seealpen, den norditalienischen Alpen, den nördlichen Apennin, durch Slowenien, Kroatien und Bosnien und Herzegowina bis nach Montenegro und Albanien. Dazu kommt ein inselartiges Areal in den österreichischen Bundesländern Oberösterreich und Salzburg.

## Taxonomie und Nomenklatur
Das Taxon Renea wurde 1880 von Geoffrey Nevill vorgeschlagen. Typusart durch Monotypie ist Renea bourguignatiana Nevill, 1880. Es existieren eine ganze Reihe jüngerer Synonyme.
- Microceras Sandberger, 1886 (non Microceras Hall, 1845); Typusart (Monotypie): Renea microceras
- Pleuracme Kobelt, 1894; Typusart (subsequent designiert von Kobelt, 1894: S. 2): Renea spectabilis
- Megalacme Kobelt & Möllendorff, 1899; Typusart (subsequent designiert von Boeters u. a., 1989: S. ?): Renea spectabilis.
- Pseudotruncatella Andreae, 1904; Typusart (subsequent designiert von Andreae, 1904: S. 15): Renea microceras.
- Caziotia Pollonera, 1905; Typusart (Monotypie): Renea singularis.

Nach der Fauna Europaea und Animal Base werden derzeit folgende rezente Arten zur Gattung Renea gestellt:
- Renea berica Niero, Nardi & Braccia, 2012[4]
- Renea bourguignatiana Nevill, 1880
- Renea elegantissima (Pini, 1886)
- Renea gentilei (Pollonera, 1889)
- Renea gormonti Boeters, Gittenberger & Subai, 1989
- Renea kobelti (Wagner, 1910)
  - Renea kobelti kobelti (Wagner, 1910)
  - Renea kobelti albanica Boeters, Gittenberger & Subai, 1989.
- †Renea leobersdorfensis (Wenz, 1921), Untersarmat-Unterpannon, Miozän, Neogen
- †Renea microceras (Braun, 1851), Chattium, Oligozän, Paläogen
- Renea moutonii (Dupuy, 1849)
- Renea paillona Boeters, Gittenberger & Subai, 1989
- †Renea pretiosa (Andreae, 1904), Astaracium, Sarmatium, Miozän, Neogen[5]
- Renea singularis (Pollonera, 1905)
  - Renea singularis singularis (Pollonera, 1905)
  - Renea singularis ripkeni Boeters, Gittenberger & Subai, 1989.
- Renea spectabilis (Rossmässler, 1839)
- Gerippte Mulmnadel (Renea veneta, Pirona, 1865)

## Belege